# Provincia de Costa Rica
La provincia de Costa Rica, también llamada gobernación de Costa Rica, fue una entidad administrativa y territorial del Imperio español, creada en 1573 a partir de los terrenos más meridionales del Reino de Guatemala, la cual pertenecía al Virreinato de la Nueva España.
La primera referencia de la provincia de Costa Rica ocurre en 1539, al ser creada por la Real Audiencia de Panamá, que nombra a Hernán Sánchez de Badajoz como gobernador y adelantado de Costa Rica. La provincia y los nombramientos son desautorizados por la Corona española, que en 1540 crea la provincia de Nueva Cartago y Costa Rica, nombrando a Diego Gutiérrez y Toledo como gobernador (dicha provincia existió hasta 1573).
En 1812, con la constitución española de ese año, tratando de evitar la independencia de sus colonias en América, a propuesta de los diputados de Nicaragua y Costa Rica en las Cortes de Cádiz, mediante una ley de 23 de mayo de 1812, se segrega del Reino de Guatemala, a los territorios de la Intendencia de León y de la Provincia de Costa Rica (que estaba bajo un gobierno militar dependiente de la Capitanía General de Guatemala, con las mismas facultades de una Intendencia pero con un rango menor, ya que en lo hacendario dependía de la intendencia de León), para reunirlos en una nueva circunscripción, la provincia de Nicaragua y Costa Rica, que existió entre 1812 y 1814, luego restablecida entre 1820 y 1821.
Tras las guerras de independencia hispanoamericanas y su propia declaración de independencia, la provincia de Costa Rica pasó a conformar junto con las antiguas provincias españolas centroamericanas el Primer Imperio Mexicano (por un corto tiempo) y luego las Provincias Unidas del Centro de América.

## Historia

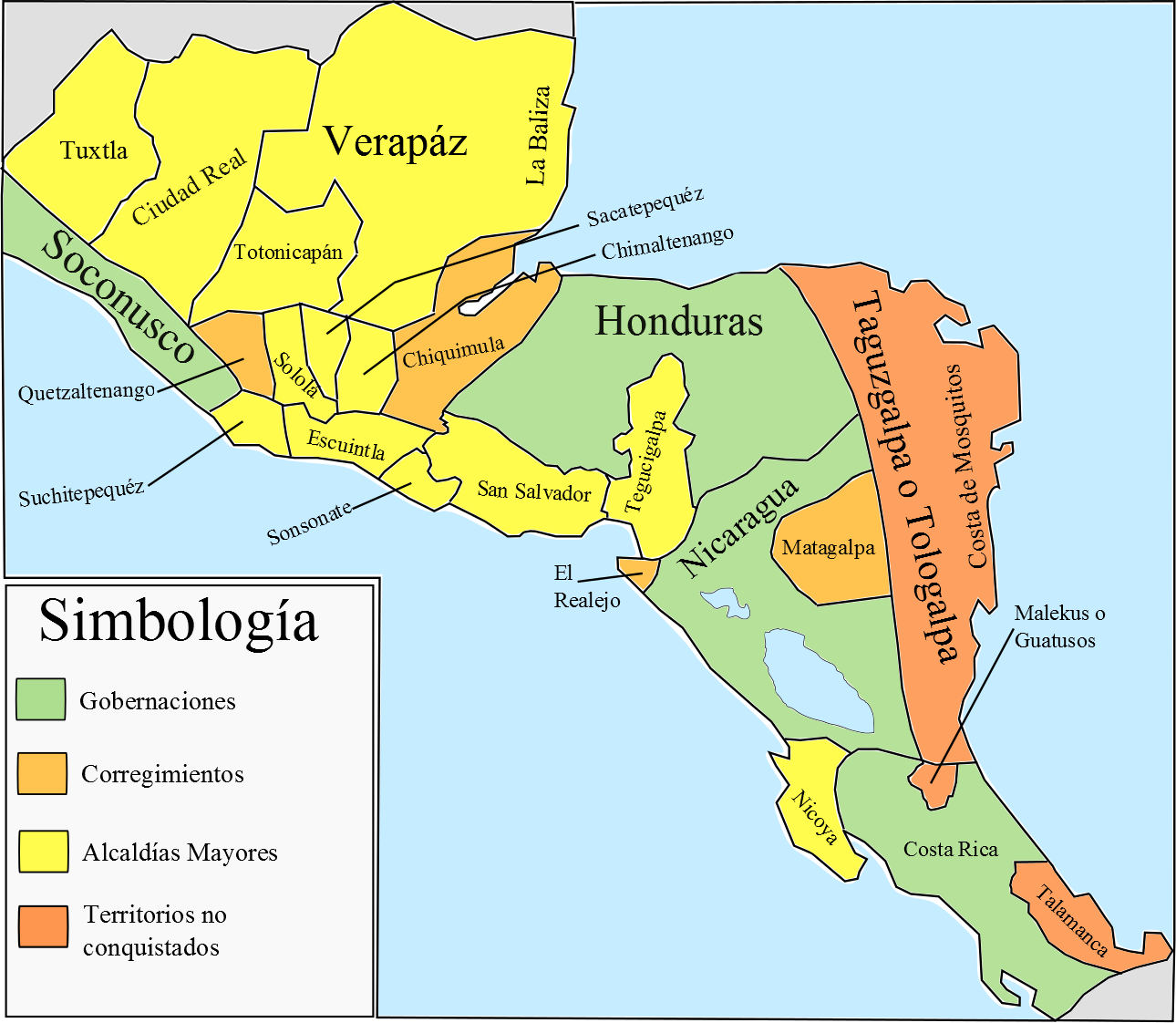
La gobernación de Costa Rica y el resto de la Capitanía General de Guatemala para el año de 1780, antes de la implementación del sistema de intendencias

La exploración y conquista de Costa Rica comienza en 1519, con la expedición enviada por Pedro Arias de Ávila gobernador de Castilla de Oro, organizada por Gaspar de Espinosa y pilotada por Juan de Castañeda que navegando por la costa del océano Pacífico, descubrió la Punta Burica, el golfo Dulce y la entrada del Golfo de Nicoya (al que llamaron "estrecho dudoso", pues se creía que comunicaba el Mar del Norte con el Mar del Sur), es decir, la mayoría del actual litoral pacífico costarricense.
Posteriormente, se continúa en 1522 con las exploraciones hechas por Andrés Niño y Gil González Dávila, quienes navegaron y desembarcaron a lo largo de la costa del Pacífico del país hasta llegar a Nicaragua. En 1524, por orden de Pedro Arias de Ávila, gobernador de Castilla de Oro, su lugarteniente Francisco Hernández de Córdoba funda el primer establecimiento, llamado «Villa de Bruselas», en el antiguo Reino de Nicoya (actual área de Guanacaste), siendo abandonado unos años después.
En 1527, la Corona espańola creó la provincia de Nicaragua, segregándola de Castilla de Oro, y entonces incluía al territorio del antiguo Reino de Nicoya, puesto que se solicitó establecer si el territorio de la Villa de Bruselas (ubicada al extremo sur de Nicoya) pertenecía a la provincia de Nicaragua (la nueva circunscripción), o si permanecía bajo la autoridad de Castilla de Oro, y una real cédula del 21 de abril de 1529 resolvió el conflicto a favor de la provincia de Nicaragua, cuando ya la Villa de Bruselas había dejado de existir.
En 1540 se le otorga a Diego Gutiérrez y Toledo el título de gobernador de Nueva Cartago y Costa Rica quien en 1543 fundó el pueblo de Santiago en la costa del Atlántico, cerca del río Suerre, y después en 1544 fundó el pueblo de San Francisco unos treinta kilómetros tierra adentro, ambos poblados luego abandonados.
En 1554, el territorio de Nicoya fue segregado de la gobernación de Nicaragua o provincia de Nicaragua, para crear la alcaldía mayor de Nicoya o corregimiento de Nicoya (En 1786, el territorio de Nicoya fue nuevamente unido a la provincia de Nicaragua, al crearse la intendencia de León).
En 1561, Juan de Cavallón y Juan de Estrada Rávago y Añez comenzaron de nuevo el proceso de la conquista con exploraciones en el lado del Atlántico y en el área de Guanacaste, y después en el Valle Central donde fundaron Garcimuñoz. En 1562 Juan Vázquez de Coronado fue nombrado como nuevo gobernador y una de sus primera acciones fue trasladar el pueblo de Garcimuñoz al Valle del Guarco, cambiándole su nombre a Cartago.
El 15 de enero de 1568 fue restablecida la Real Audiencia de Guatemala, autoridad regional de la Corona española que se mantuvo por más de 250 años, hasta la independencia centroamericana en 1821, con jurisdicción sobre los territorios ubicados entre Chiapas y Costa Rica.
El 1 de diciembre de 1573, el rey Felipe II de España por intermedio de una real cédula, autoriza «á descubrir y poblar la provincia que llaman de Costa Rica» al colono Diego de Artieda Chirino y Uclés. A partir de entonces el territorio fue denominado Provincia de Costa Rica y su capital Cartago. Además en esta Real Cédula se indicaron los límites que regirían durante todo el régimen colonial y que además fueron la base para la actual demarcación política y jurisdiccional de la nación. En 1574 fue nombrado Gobernador de Nicaragua y Gobernador vitalicio de Costa Rica. Fundó en la costa caribeña de la provincia de Costa Rica la ciudad de Artieda del Nuevo Reino de Navarra, que tuvo una vida efímera, y en las vecindades de la costa del Pacífico la ciudad de Esparza, que aún existe.
Hacia finales del siglo XVI comenzó el poblamiento de las áreas al oeste de Cartago, y de ahí en adelante continuó la colonización de la provincia de Costa Rica durante los siglos XVII y XVIII, pero de una manera más lenta, debido a que Costa Rica era una tierra carente de metales preciosos y otros recursos valorables. Debido a esto el período colonial en Costa Rica fue diferente al de otros países: los colonos tenían que trabajar ellos mismos y plantar sus comestibles, debido a que la mano de obra nativa era escasa y la situación económica era bastante pobre. hacia finales del siglo XVIII las primeras semillas de café son introducidas al país.
Por pertenecer a la Capitanía General de Guatemala durante la colonia, la independencia de Costa Rica no estaba desligada de la de Centroamérica. El 15 de septiembre de 1821 se reunieron en el Palacio de Gobierno de la Capitanía General de Guatemala representantes de los poderes públicos, civiles, eclesiásticos y militares para discutir la posibilidad de la independencia. Después de muchas discusiones, y de la presión del pueblo, se acordó firmar la declaratoria de Independencia de España y se le encargó a José Cecilio del Valle redactar el Acta de Independencia. Posteriormente este documento fue enviado a todas las provincias de la capitanía, llegando a Cartago el 13 de octubre del mismo año.
Dado que la noticia de la independencia tomó por sorpresa a los habitantes de Costa Rica, el gobernador de la provincia, Juan Manuel de Cañas, se reunió con las autoridades de Cartago para tomar una decisión al respecto. Dichas reuniones se prolongaron sin llegar a ningún acuerdo, razón por la cual tomaron la decisión de formar una Junta Provisional del Gobierno y celebrar un cabildo abierto. Como consecuencia el 29 de octubre de 1821 se redactó el acta que proclamó la Independencia de Costa Rica del Gobierno español.
Este documento que si bien acordó la independencia absoluta del gobierno español, al mismo tiempo aprobó la adhesión a la constitución y leyes del Imperio mexicano. Dicho juramento llevó a una división ideológica que estalló en 1823 en una guerra civil que enfrentó a cartagineses y heredianos contra josefinos y alajuelenses en torno al tema de la anexión a México, que resultó en el rechazo a dicha anexión.
El 25 de julio de 1824 el Partido de Nicoya (que correspondía a la mayoría del territorio actual de Guanacaste) decidió unirse a Costa Rica.

A partir de 1570, la economía colonial de la provincia de Costa Rica se basó en la exportación de varios tipos de productos: maíz, miel de abeja, frijoles, harina de trigo, bizcocho, ajos y gallinas; artículos artesanales como cerámica, hamacas y mantas; añil, tinte de caracol, hilo de algodón, henequén, pita, cabuya y otras fibras entre las materias primas; perlas , sebo, cerdos, tasajo y ganado. Estas mercancías se exportaban a Granada y León en Nicaragua; Portobelo, Nombre de Dios y ciudad de Panamá en Panamá; Cartagena en Colombia y Lima en Perú. La importación se basaba en productos manufacturados: textiles, enseres, herramientas y artículos de lujo.
El comercio se hacía a través del Camino Real, abierto en 1601 y que comunicaba con Nicaragua, pasaba por Guanacaste y Esparza y llegaba hasta Cartago. Existían varios puertos: Suerre (1576-1636), Moín y Matina en el Caribe; y La Caldera (1570), Abangares y Alvarado en el Pacífico, costa que además poseyó tres astilleros durante el siglo XVI: Nandayure en Nicoya y Juan Solano y La Barranca en Esparza.
La exportación de la provincia de Costa Rica conoció tres ciclos básicos de expansión y crisis en el siglo XVII:
- Exportación de mulas (1590-1680), cuya crianza se daba en el Pacífico desde Choluteca hasta Nicoya y Esparza, se efectuaba su potreraje en el Valle Central (Barva, Poás y Aserrí) y se exportaban por La Caldera a Panamá por vía terrestre, explotando la fuerza de trabajo de los indígenas de Quepos y Boruca. La competencia con Nicaragua y Honduras afectó la producción y se empezó a priorizar la exportación de sebo y cuero a partir de 1650.

- Producción ganadera (1650-1750) en Esparza y Guanacaste. Este mercado entró en crisis a causa de la sobreproducción, el usufructo depredatorio, la apropiación de bastas extensiones de tierra y el sacrificio excesivo que llevó al desperdicio de la carne y la leche, hasta casi la extinción del hato ganadero. Esto se evitó luego de 1750 cuando se abrió el mercado guatemalteco, lo que hizo que los hacendados costarricenses administraran mejor su patrimonio.

- El ciclo del cacao (1727-1747) en Matina. Este fue el principal eje del ciclo exportador colonial de Costa Rica. La época de mayor auge se dio con la colocación del cacao en el mercado caribeño (Jamaica, Curazao, Portobelo y Cartagena). La exportación del cacao estimuló el contrabando por Matina: los hacendados costarricenses comerciaban con los barcos ingleses y holandeses, lo que permitió dinamizar la economía colonial al fomentar el comercio, al punto de que se estableció el peso de cacao (cierta cantidad de granos de cacao eran iguales a un peso) como circulante en especie ante la escasez de plata. Sin embargo, los impuestos establecidos por la Corona, la falta de caminos y puertos, deficiencias en la calidad del producto y ataques de los piratas ingleses y zambos mosquitos, además de la competencia con otras zonas más poderosas en la producción del cacao (Caracas, Maracaibo y Guayaquil) determinaron la decadencia del cultivo. Un segundo ciclo del cacao se dio entre 1770 y 1780 con su exportación a Cartagena.

A partir del siglo XVIII, la economía de la provincia de Costa Rica sufrió un cambio sustancial con la expansión de la producción campesina, que se expandió hacia el Valle Central Occidental tras el aumento demográfico en los alrededores de Cartago, lo cual implicaba la reducción del acceso a tierras agrícolas. En medio de un mundo eminentemente agrícola, la unidad económica básica fue la chacra. A su vez, este mundo campesino se insertaba en la comunidad aldeana, que definía el uso de la tierra, la explotación del bosque y el empleo del agua. La aldea, eje de la vida cotidiana, consiguió cierta libertad de autogobierno: vecinos principales asumían diversos cargos civiles, eclesiásticos y militares, alquilaban la tierra a los campesinos pobres y eran los dueños de los hatos ganaderos, los cacaotales, los esclavos, los barcos y el comercio. Este último aspecto era la actividad básica, definida por un intercambio desigual donde el comerciante adquiría los productos por debajo de su valor, los exportaba a Nicaragua y Panamá, y con la ganancia de sus ventas, adquiría productos que vendía en el Valle Central a precios elevados.
Con el ascenso de la monarquía borbónica en España, la economía del Valle Central fue afectada debido a la instauración de cambios destinados a elevar los ingresos fiscales de la Corona. Se estableció un monopolio estatal sobre la producción y venta de tabaco y licor. El comercio del aguardiente estimuló la siembra de la caña de azúcar y la fabricación de trapiches. El tabaco encontró su mercado en Nicaragua y tuvo un periodo de auge entre 1787 y 1792, luego de que las autoridades de Guatemala otorgaran el monopolio a los productores costarricenses para abastecer el mercado centroamericano. La agricultura basada en la caña de azúcar y el tabaco creció en el Valle Central Occidental dado que el campesinado de esta zona era más próspero que el de Cartago, y podía invertir en ganado, tierra y tecnología. Esto propició la fundación y el crecimiento económico y demográfico de Heredia, San José y Alajuela entre 1750 y 1790, con ventaja de San José sobre el resto debido a la actividad tabacalera, concentrada en su entorno, y al establecimiento de la Factoría de Tabacos en 1783.
El territorio de la provincia, en su conjunto, experimentó estructuras económicas y sociales diversas. Los indígenas practicaban una agricultura itinerante en las llanuras del Norte y Talamanca. El cultivo del cacao y la esclavitud entraron en decadencia en el Caribe a partir de finales del siglo XVIII. En Guanacaste y Esparza, los campesinos libres practicaban la caza y la horticultura, trabajando ocasionalmente en haciendas, y creció la ganadería extensiva en estos espacios. El Valle Central se convirtió en el área más importante de Costa Rica, económica y socialmente, al ser más integrado étnica y culturalmente. Entre 1800 y 1840, especialmente en la década de 1830, la exportación del palo Brasil que crecía en la costa pacífica costarricense, fue fuente de ingresos importante para los hacendados del Valle Central, al venderlo a comerciantes ingleses, pero el agotamiento de los bosques llevó a su decadencia a finales de 1840. No sería hasta después de la independencia en 1821, que la producción y el comercio del café, permitiría una vinculación estable de Costa Rica al mercado mundial.

## Organización Política
Las ciudades de la provincia se organizaron en cabildos controlado por un gobernador durante un periodo de cinco años que este estaba bajo el mando del capitán general de la Capitanía. También existían los ayuntamientos, los cuales eran gobiernos locales. Este tipo de gobierno fue una institución comunal típica de España. Estaba integrada con alcaldes y regidores, en sus inicios eran elegidos por elección, pero al finalizar el siglo XVI durante el reinado de Felipe II se vendían los puestos al regidor quien mejor les pagara.